# ジャンクション・ブールバード駅
ジャンクション・ブールバード駅 (英語: Junction Boulevard) はニューヨーク市地下鉄IRTフラッシング線の駅である。クイーンズ区コロナのジャンクション・ブールバードとルーズベルト・アベニューの交差点に位置し、7系統が終日停車する。

## 歴史
この駅は1917年4月21日にIRTフラッシング線の終点であったクイーンズボロ・プラザ駅からアルバーティス・アベニュー駅（現：103丁目-コロナ・プラザ駅）までの延伸開通と共にジャンクション・アベニュー駅 (Junction Avenue) として開業した。駅は1940年にジャンクション・ブールバード駅に改称した。
1955年から1956年にホーム有効長を11両編成に対応するために延長工事を行った。
1981年にMTAが地下鉄駅内で最も劣化しているとしてリストアップした69駅の中にはこの駅も含まれていた。
2007年、6,000,000ドルの費用を掛け障害を持つアメリカ人法に準拠しエレベーターが設置された。エレベーターはジャンクション・ブールバードとルーズベルト・アベニューの交差点北東からホーム上の跨線橋に至る1機と跨線橋から各ホームへ降りる2機の計3機が設置されている。

## 駅構造
| 3F         | 跨線橋                                     | ホーム間連絡通路 |
| P ホーム階 | 南行緩行線                                 | ← 34丁目-ハドソン・ヤード駅行き（90丁目-エルムハースト・アベニュー駅）                                                                                     |
| P ホーム階 | 島式ホーム、到着番線に応じた側のドアが開く | |
| P ホーム階 | 混雑方向急行線                             | ← 朝ラッシュ：34丁目-ハドソン・ヤード駅行き（61丁目-ウッドサイド駅） → 夕ラッシュ：フラッシング-メイン・ストリート駅行き（メッツ-ウィレッツ・ポイント駅）→ |
| P ホーム階 | 島式ホーム、到着番線に応じた側のドアが開く | |
| P ホーム階 | 北行緩行線                                 | → フラッシング-メイン・ストリート駅行き（103丁目-コロナ・プラザ駅）→                                                                                       |
| M          | 改札階                                     | 改札、駅員詰所、メトロカード自動券売機 |
| G          | 地上階                                     | 出入口 |

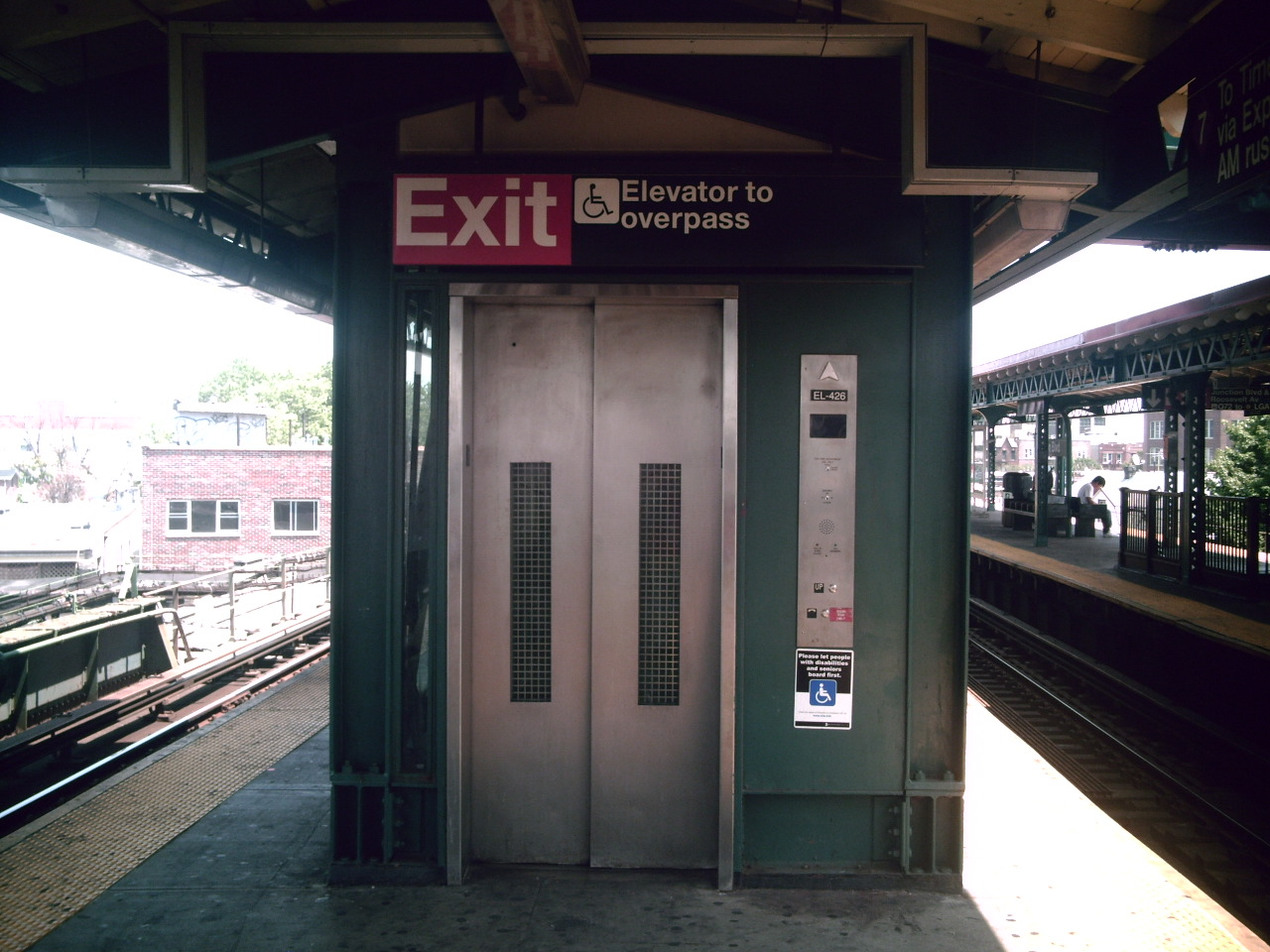
ホーム上のエレベーター

この駅は島式ホーム2面と緩行線2線、急行線1線を合わせた2面3線の構造である。外の側の緩行線は7系統が終日使用し、内側の急行線は<7>系統がラッシュ時のみ使用する。ホーム上には緑と赤の柱が立っており、ホーム中心に立っているためホーム幅が狭くなっている部分がある。また、改札内では改札口を兼ねた跨線橋を利用することにより南北ホームの行き来が可能である。

### 出口
当駅の改札口は改札階の両側2ヶ所にあり、改札口と改札口の間にきっぷ売り場がある。これらの改札口には回転式改札機があり、それぞれ改札内では西側（鉄道南側）に向かって各ホームへの階段が伸びている。また、ホーム上の跨線橋には交差点北東もしくは改札階にエレベーターで接続する改札口があり、回転式改札とメトロカードに対応した自動改札機がある。こちらではエレベーターで各ホームに降りることとなる。
- エレベーター1機、階段1つ、ジャンクション・ブールバードとルーズベルト・アベニューの交差点北東[12]。
- 階段1つ、ジャンクション・ブールバードとルーズベルト・アベニューの交差点北西[12]。
- 階段1つ、ジャンクション・ブールバードとルーズベルト・アベニューの交差点南東[12]。
- 階段1つ、ジャンクション・ブールバードとルーズベルト・アベニューの交差点南西[12]。